# Córrego Rico
O Córrego Rico é um pequeno curso de água brasileiro da bacia hidrográfica do rio Paranaíba. O córrego é afluente da margem esquerda do rio Paranaíba e todo o seu percurso está dentro dos limites do município de Patos de Minas, na zona rural.
O córrego passa por região com intensa atividade agropecuária. Próximo à foz, há fazendas com plantações em curvas de nível em morros e outras irrigadas em pivô central numa área plana.
Segundo estudos de vazão da Universidade Federal de Viçosa e do Instituto Mineiro de Gestão das Águas, o córrego deságua no rio Paraíba a uma vazão média calculada de 1,035 metros cúbicos por segundo.